# Tomasz Terlecki
Tomasz Terlecki (ur. 1 stycznia 1924 w Zdołbunowie, zm. 17 marca 1983 w Gdańsku) – polski marynarz, kapitan Żeglugi Wielkiej.

## Życiorys
Tomasz Terlecki był synem Henryka i Zofii z domu Nehrebeckiej. Ojciec Tomasza z zawodu był prawnikiem, mjr. rezerwy i uczestnikiem wojny polsko-bolszewickiej w 1920 r. Ojciec Henryk został zamordowany w Katyniu w 1940 r. Tomasz wywodził się z rodziny szlacheckiej i ziemiańskiej herbu Sas. Ród z pogranicza Polesia i Wołynia z przełomu XIII/XIV wieku. Ostatnim gniazdem rodowym przodków był majątek Hulcza wraz z przyległościami. Dziadek Tomasza Alian, brał udział w powstaniu styczniowym. Tomasz uczęszczał do szkoły podstawowej w Zdołbunowie, tam też chodził do gimnazjum i uzyskał tzw. małą maturę. Z domu wyniósł patriotyczne i religijne wychowanie.

### II wojna światowa
Przez rok po wybuchu wojny wykonywał różne prace w celu utrzymania matki i siebie. Z bratem Jerzym stracił kontakt na cały okres wojny. Po wojnie dowiedział się, że brat Jerzy Terlecki przez 5 lat przesiedział w oflagu jenieckim na terenie Niemiec. Sam ze swoją matką trafił do oddziału partyzanckiego, gdzie służył w zwiadzie konnym, a matka, jako lekarka, zajmowała się rannymi. W 1943 r. trafił do ludowego Wojska Polskiego, gdzie ukończył oficerską szkołę piechoty i w stopniu chorążego został skierowany na front. Wraz z 1 Armią Wojska Polskiego walczył jako zastępca dowódcy plutonu. Za przełamanie walk na Wale Pomorskim został odznaczony srebrnym Krzyżem Virtuti Militari. Awansował do stopnia podporucznika, a następnie został dowódcą plutonu. Brał udział w zdobyciu Berlina w 1945 r. Został odznaczony Medalem za Odrę, Nysę i Bałtyk, Medalem Zwycięstwa i Wolności 1945, Srebrnym Medalem Zasłużonym na Polu Chwały. Podczas wojny był cztery razy ranny i odznaczony dwa razy Krzyżem Walecznych.

### Okres powojenny
Po wojnie trafił do Gdyni, gdzie został skierowany do Oficerskiej Szkoły Marynarki Wojennej na Oksywiu. Szkołę ukończył w 1951 w stopniu kapitana marynarki. W roku 1952 awansował do stopnia kmdr. ppor. i został dowódcą niszczyciela ORP „Burza”. Następnie przez 2 lata pracował w Sztabie Marynarki Wojennej w Gdyni. 
W roku 1956 przeszedł do pracy na statki Polskich Linii Oceanicznych. Przez trzy lata pełnił obowiązki starszego oficera, a następnie kapitana. Od 1959 r. do 1978 r. pracował na statkach Polskich Linii Oceanicznych jako kapitan. Pływał na liniach całego świata. Między innymi na takich statkach jak m/s „Piast”, m/s „Zamenhof”, m/s „Świecie”, m/s „Gorlice”, m/s „Leningrad” i wiele innych jednostek PLO. Przez pewien okres piastował symboliczną funkcję sztandarowego kapitana Polskich Linii Oceanicznych.

## Życie prywatne

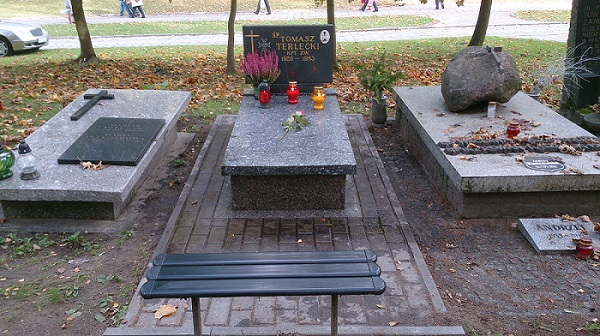
Grób Tomasza Terleckiego

Żonaty – żona Joanna z domu Szydełko, synowie Piotr i Paweł (bliźniacy), z których Piotr został również kapitanem. Na emeryturę przeszedł w roku 1978. Kpt.ż.w. Tomasz Terlecki zmarł w Gdańsku po długiej i ciężkiej chorobie w 1983 r. Został pochowany na alei zasłużonych na cmentarzu Srebrzysko w Gdańsku.

## Odznaczenia
Srebrny Krzyż Virtuti Militari (1946)
- Krzyż Komandorski Orderu Odrodzenia Polski
- Krzyż Oficerski Orderu Odrodzenia Polski
- Krzyż Kawalerski Orderu Odrodzenia Polski
- Krzyż Walecznych
- Krzyż Partyzancki
- Brązowy Medal „Zasłużonym na Polu Chwały”
- Order Krzyża Grunwaldu 3 klasy
- Srebrny Medal „Za zasługi dla obronności kraju”
- Krzyż Zasługi
- Srebrny Medal Zasłużonym na Polu Chwały
- Medal za Odrę Nysę i Bałtyk
- Medal „Za udział w walkach o Berlin”
- Medal Zwycięstwa i Wolności 1945
- Odznaka za Rany i Kontuzje 4 gwiazdki
- Złota odznaka Zasłużony Pracownik Polskich Linii Oceanicznych
- Złota odznaka Zasłużony Pracownik Morza
- Srebrna odznaka Zasłużony Pracownik Morza
- Brązowa odznaka Zasłużony Pracownik Morza
- Odznaka Honorowa „Za Zasługi dla Stowarzyszenia Kawalerów Orderu Wojennego Krzyża Grunwaldu”